# Pareurycercopis boharti
Pareurycercopis boharti är en insektsart som beskrevs av Victor Lallemand och Synave 1953. Pareurycercopis boharti ingår i släktet Pareurycercopis och familjen spottstritar. Inga underarter finns listade i Catalogue of Life.